# Uloborus
Uloborus är ett släkte av spindlar som beskrevs av Pierre André Latreille 1806. Uloborus ingår i familjen krusnätsspindlar.

## Dottertaxa tillUloborus, i alfabetisk ordning[1][2]
- Uloborus albescens
- Uloborus albofasciatus
- Uloborus albolineatus
- Uloborus ater
- Uloborus aureus
- Uloborus barbipes
- Uloborus berlandi
- Uloborus bigibbosus
- Uloborus bispiralis
- Uloborus campestratus
- Uloborus canescens
- Uloborus canus
- Uloborus conus
- Uloborus crucifaciens
- Uloborus cubicus
- Uloborus danolius
- Uloborus diversus
- Uloborus eberhardi
- Uloborus elongatus
- Uloborus emarginatus
- Uloborus ferokus
- Uloborus filidentatus
- Uloborus filifaciens
- Uloborus filinodatus
- Uloborus formosus
- Uloborus furunculus
- Uloborus georgicus
- Uloborus gilvus
- Uloborus glomosus
- Uloborus guangxiensis
- Uloborus humeralis
- Uloborus inaequalis
- Uloborus jabalpurensis
- Uloborus jarrei
- Uloborus kerevatensis
- Uloborus khasiensis
- Uloborus krishnae
- Uloborus leucosagma
- Uloborus limbatus
- Uloborus llastay
- Uloborus lugubris
- Uloborus metae
- Uloborus minutus
- Uloborus modestus
- Uloborus montifer
- Uloborus niger
- Uloborus oculatus
- Uloborus parvulus
- Uloborus penicillatoides
- Uloborus pictus
- Uloborus pinnipes
- Uloborus planipedius
- Uloborus plumipes
- Uloborus plumosus
- Uloborus pseudacanthus
- Uloborus pteropus
- Uloborus rufus
- Uloborus scutifaciens
- Uloborus segregatus
- Uloborus sexfasciatus
- Uloborus spelaeus
- Uloborus strandi
- Uloborus tenuissimus
- Uloborus tetramaculatus
- Uloborus trifasciatus
- Uloborus trilineatus
- Uloborus umboniger
- Uloborus undulatus
- Uloborus walckenaerius
- Uloborus vanillarum
- Uloborus velutinus
- Uloborus villosus
- Uloborus viridimicans